# Iseca Nueva
Iseca nueva es una localidad del municipio de Liendo (Cantabria, España). Tiene una altitud de 60 metros sobre el nivel del mar. En el año 2008 la localidad contaba con 21 habitantes (INE). Se destacan en este barrio la llamada "Cueva del Covacho" y el acceso al Alto de Manás, uno de los montes de Liendo.
- Datos: Q6449502
- Multimedia: Iseca Nueva / Q6449502